# JR Kyushu série 787
La série 783 (783系, 783-kei) est un type de rame automotrice exploitée par la compagnie JR Kyushu sur les services express dans l'île de Kyūshū.

## Histoire
Les premières rames sont entrées en service le 15 juillet 1992 sur les services Tsubame qui reliaient alors Kitakyūshū et Fukuoka à Kagoshima par la ligne principale Kagoshima. La série remporté un Blue Ribbon Award en 1993.

## Caractéristiques
La série comprend 25 exemplaires de 4, 6 ou 8 voitures en acier inoxydable fabriquées par Hitachi et Kinki Sharyo. Le design extérieur et de l'aménagement intérieur ont été réalisés par Eiji Mitooka.

Voitures et rame
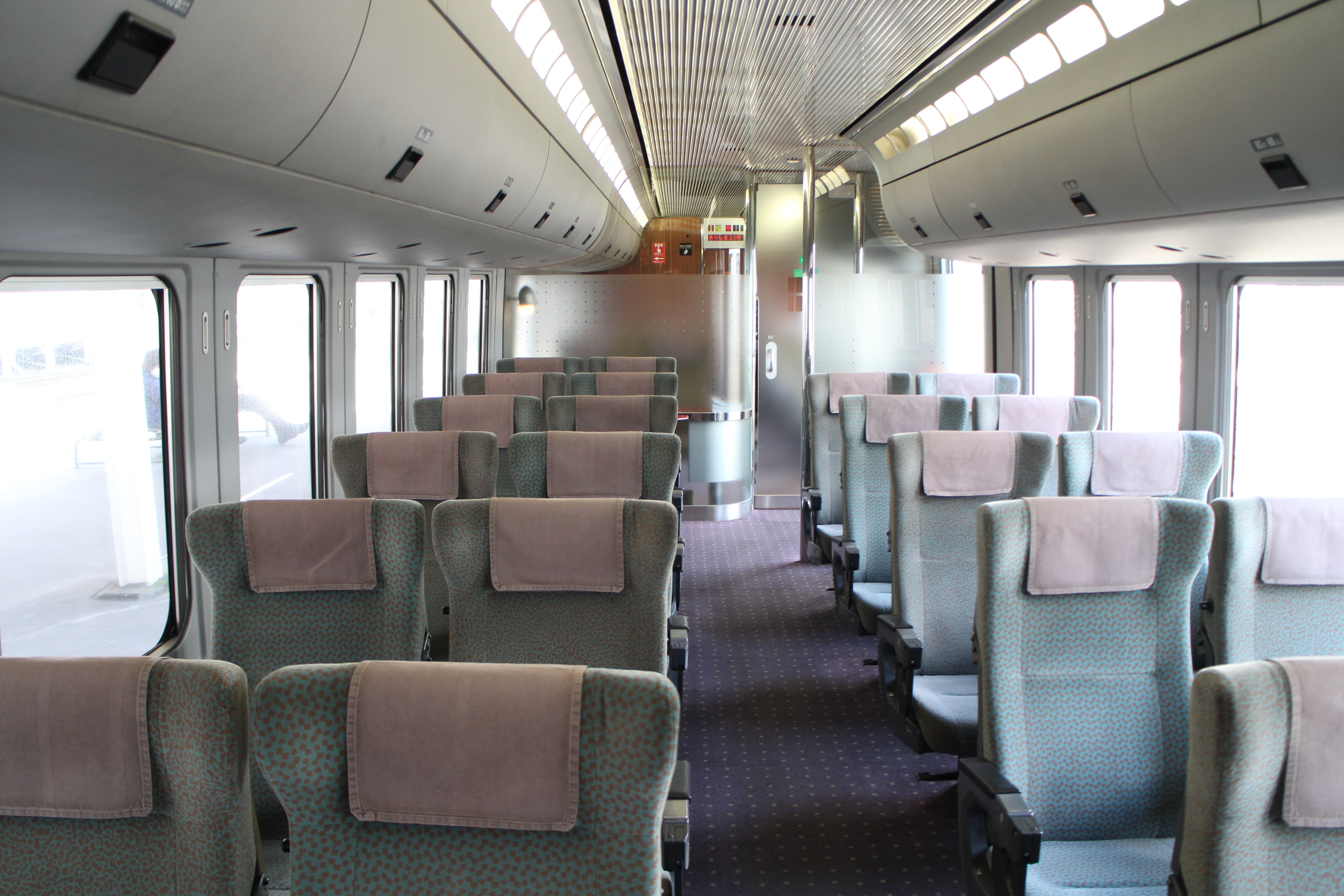
Intérieur d'une voiture de classe standard.
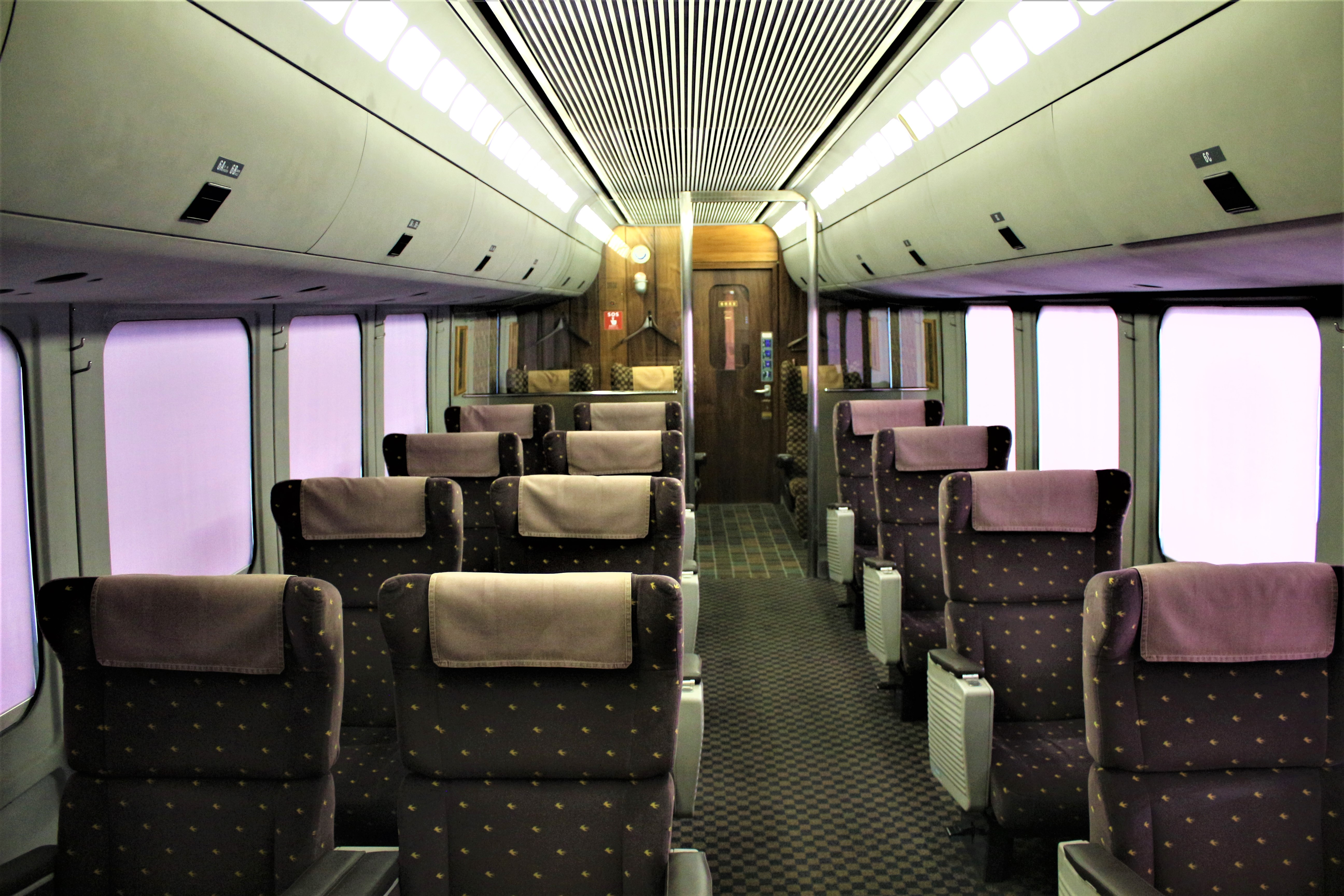
Intérieur d'une voiture de Green class.
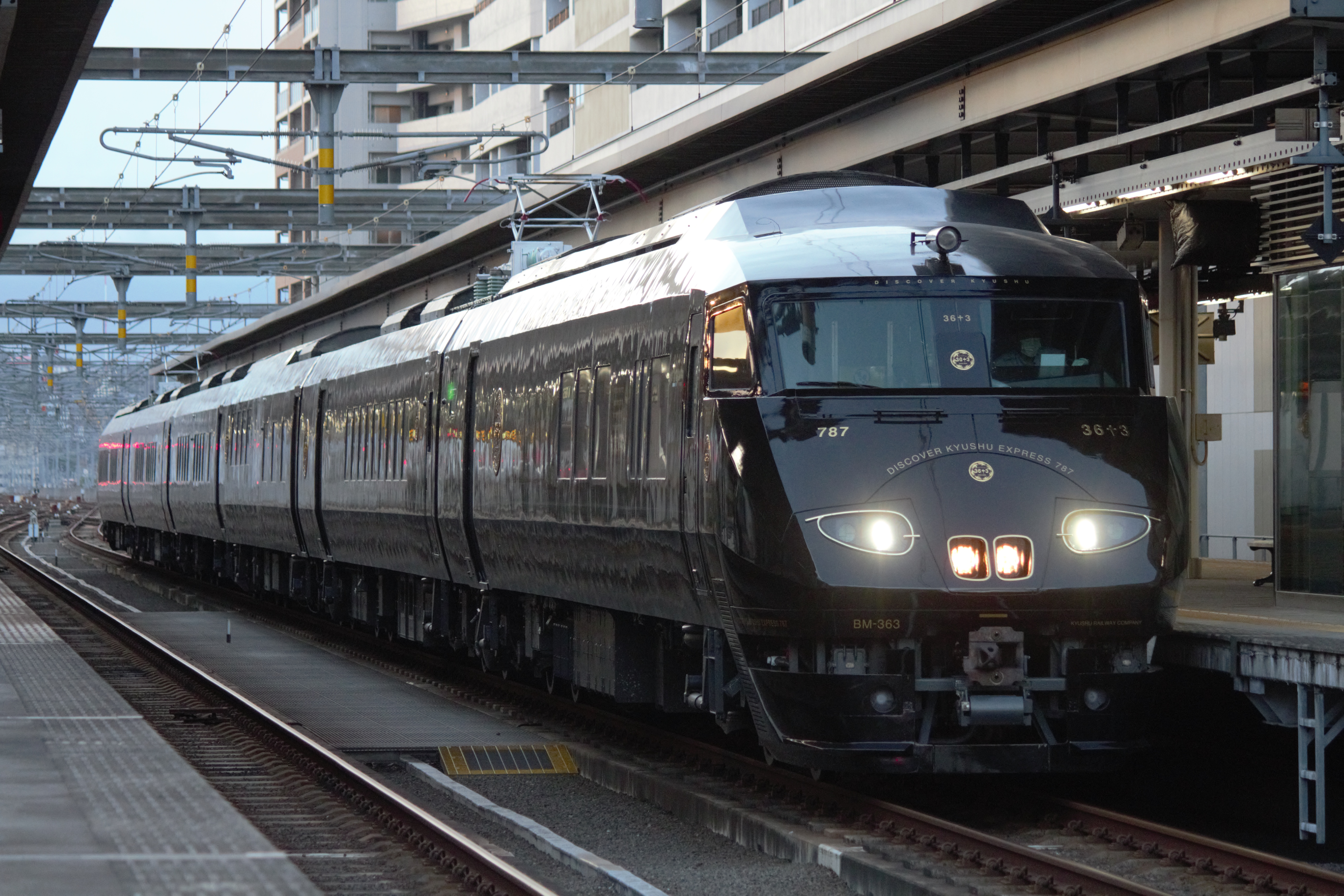
Rame "36+3".

## Affectation
Les rames de la série 787 sont actuellement affectées aux services :
- Hyūga (Nobeoka - Aéroport de Miyazaki),
- Kaiō (Nōgata - Hakata),
- Kasasagi (Hakata - Saga - Hizen-Kashima),
- Kirameki (Mojikō - Hakata),
- Kirishima (Miyazaki - Kagoshima-Chūō),
- Nichirin (Hakata - Kokura - Ōita - Aéroport de Miyazaki),
- Relay Kamome (Hakata - Takeo-Onsen),
- 36+3 (tour de Kyūshū)[5].